# サンパウロ・ビエンナーレ

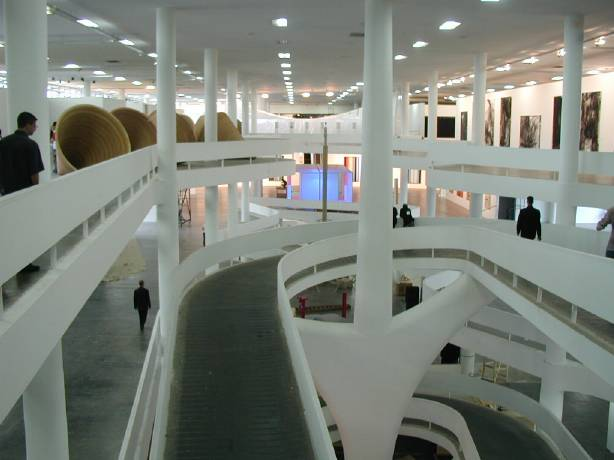
サンパウロ・ビエンナーレ会場のシッシロ・マタラッツォ・パビリオン

サンパウロ・ビエンナーレ（Bienal Internacional de Artes de São Paulo）は、ブラジルのサンパウロ市で開催されている現代美術の大規模国際展覧会。2年に1度、世界中から招待された美術家らがサンパウロ市内の会場で作品を展示するもので、ヴェネツィア・ビエンナーレ（イタリア）やドクメンタ（ドイツ）と並ぶ世界の重要な国際美術展のひとつである。
サンパウロ・ビエンナーレは1951年に開始され、以来1991年から1994年の3年間を除き、2年おきに開催されている（ビエンナーレとは2年に1回の意味）。アート・ビエンナーレとしては、1895年に開始されたヴェネツィア・ビエンナーレに次ぐ古い歴史があり、世界のビエンナーレやトリエンナーレなど大規模国際美術展の模範となってきた。ヴェネツィア・ビエンナーレと同じく、各国のコミッショナーが選んだ各国代表による作品展示が行われている。各回ごとに、サンパウロ・ビエンナーレを統括するディレクターを世界各地のキュレーターから選んでおり、ディレクターが設定したテーマをもとに各国代表が選ばれている。また各国代表以外にも、ディレクターが独自に世界の作家を集めてグループ展を開催している。
当初の目的は、主に西欧や米国からの現代美術をブラジルに紹介し、ブラジル国民がパリやニューヨークなど世界的な大都市における同時代のアートシーンに触れることができるようにすることであり、サンパウロを国際的な美術の中心の一つとすることであった。同時に、国外から来る観客や美術関係者にブラジルの美術家を紹介する重要な機会ともなってきた。現在は、西欧や米国に限らず世界各地から未知の美術家を発掘し、グローバルなアートシーンにおける動向を世界に紹介する場になっている。

## 歴史
サンパウロ・ビエンナーレを創設したのは、ブラジルの美術や演劇を支援してきたイタリア系ブラジル人実業家、シッシロ・マタラッツォ（Ciccillo Matarazzo, 本名 Francisco Antônio Paulo Matarazzo Sobrinho, 1898年-1977年）である。
当時サンパウロではサンパウロ美術館（Masp, 1947年）、サンパウロ近代美術館（MAM/SP, 1948年）、ヴェラクルス映画社（Companhia Cinematográfica Vera Cruz, 1949年-1954年）、テアトロ・ブラジレイロ・デ・コメディア（Teatro Brasileiro de Comédia, 1948年-1964年）など芸術の拠点となる組織が次々と作られ、ブラジル文化は活況を呈していた。このうちサンパウロ美術館以外の3つの設立を支援したシッシロ・マタラッツォはヴェネツィア・ビエンナーレのような国際美術展も構想し、1951年10月20日にエスプラナーダ・ド・トリアノン（現在はサンパウロ美術館が建っている場所）で第1回サンパウロ・ビエンナーレを開催した。この展覧会はサンパウロ近代美術館の主催で、ヴェネツィア・ビエンナーレと同じく国別展示を行った。23か国が招待されており（日本は第1回から参加し、世界の美術界への復帰の第一歩を踏み出した）、20世紀美術の様々な運動を紹介する企画展も同時に行われた。ブラジルやラテンアメリカの美術家が世界に紹介されたほかブラジル国外からはパブロ・ピカソ、アルベルト・ジャコメッティ、ルネ・マグリット、ジョージ・グロスらが出展し、そのほか戦後の新しい美術の動向を担う美術家たちが参加した。
1953年の第2回はサンパウロ市400年祭を記念する大規模なもので、20世紀前半の美術を概観する優れた展覧会となり、パブロ・ピカソの『ゲルニカ』が展示されたことでもブラジル国内外の注目を集めた。1957年からは新しく建設された都市公園イビラプエラ公園に設けられた展示面積30,000平方mの大型会場パヴィリオン・ダ・ビエンナール（別名シッシロ・マタラッツォ・パビリオン。オスカー・ニーマイヤー設計）が会場となり、以後、サンパウロビエンナーレは世界の近現代美術の大家から最先端の作家までを紹介する世界的に重要な展覧会となった。
しかし1965年から1973年までのビエンナーレは軍事政権下での開催となり、ポップアートなどを紹介する場となったものの様々な政治的抑圧を受けたため、国内的にも国際的にも重要度が薄れていった。1969年の第10回では、軍政に反対しサンパウロビエンナーレの趣旨に賛成しない美術家や知識人がパリ市立近代美術館で展覧会を行っている。

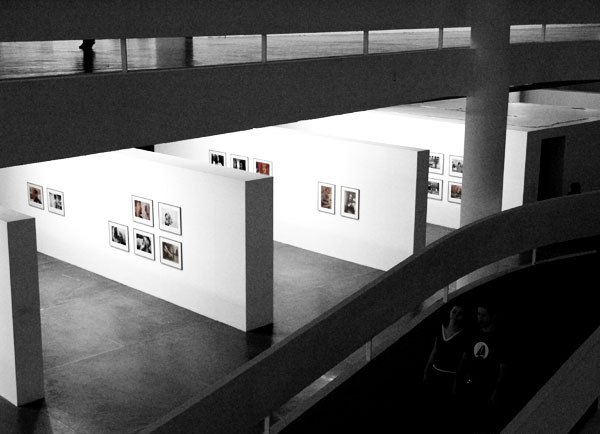
2006年の第27回サンパウロ・ビエンナーレ。現在は偶数年に行われている

1960年代末はヴェネツィア・ビエンナーレなど各地の伝統的な美術展も若者の抵抗に直面し、あり方を考え直さざるを得ない時期となっていた。サンパウロ・ビエンナーレも1977年には国別展示に代えてテーマごとに各国からの作品を集める展示へと変わり、1980年代からはディレクターがビエンナーレ全体のテーマを設定し、1990年代以降は大きなテーマのもとに音楽やダンス、映像などの様々な分野のアーティストが集められるなど、美術館学や世界の美術展に起こった変化に対応している。
1962年からはビエンナーレの大規模化に伴い、サンパウロ近代美術館に代わり非営利組織サンパウロ・ビエンナーレ財団が主催している。1973年からは美術展のほかに、建築・デザインビエンナーレも開催されている。